# Domingo Verdugo y Massieu
Domingo Verdugo y Massieu (c. 1819-1863) fue un militar y político español, diputado a Cortes durante el reinado de Isabel II.

## Biografía
Nació en 1818 o 1819. Coronel de caballería y ayudante de campo del rey, fue gentilhombre de cámara. Verdugo, que llegó a obtener escaño de diputado a Cortes, formó parte de la Unión Liberal. Contrajo matrimonio con la escritora Gertrudis Gómez de Avellaneda —era el segundo matrimonio de esta—. En abril de 1858, al dirigirse al Congreso, fue víctima de un atentado que le tuvo más de dos meses postrado en una cama. En 1859 se instaló en Cuba. Falleció en 1863.